# BuzzFestTheater
BuzzFestTheater（バズフェストシアター）は、2015年9月に結成した日本の劇団。

## 概要
「アトラクションとしての演劇の型を提案する」という理念のもと「Buzz【噂が飛び交う】・Fest【賑やかな】・Theater【劇場】」の空間にすべく、前身のTEAM BUZZからのお家芸であるコメディ路線とシリアス路線を融合した作風を追求すると共に、劇場空間全体を観客に体感して貰い日常から非日常へ誘なうアトラクション型演劇を提唱する。メンバーは、藤馬ゆうや（代表）・前すすむ（全力じじぃ）・スチール哲平の計3名。

## 略歴
- 2013年7月、コウカズヤが前身の演劇ユニットTEAM BUZZを立ち上げ2年間活動。
- 2015年9月、過去に客演としてTEAM BUZZの公演に出演していた、藤馬ゆうや・前すすむが加入。劇団名も新たにBuzzFestTheaterと変更。同年11月、旗揚げ公演『ストリッパー薫子』で活動開始。
- 2019年5月29日、脚本・演出を担っていたコウカズヤが退団処分となったことを劇団公式及びコウ自身のTwitterにて報告した[1][2][3]。

## 所属メンバー
- 藤馬ゆうや
- 前すすむ
- スチール哲平

## 元メンバー
- コウカズヤ
- 菅沼岳
- シロタケシ

## 過去公演記録
脚本・演出は全てコウカズヤが担当
| 年     | 月日                | タイトル                                                                    | 場所                                 |
| ------ | ------------------- | --------------------------------------------------------------------------- | ------------------------------------ |
| 2018年 | 10月31日 − 11月11日 | 黴 -かび-                                                                   | 中野ザ・ポケット                     |
| 2018年 | 6月30日 − 7月1日    | 裏の泪と表の雨（再演・大阪公演）                                            | 一心寺シアター倶楽                   |
| 2018年 | 6月20日 − 6月24日   | 裏の泪と表の雨（再演）                                                      | 赤坂RED/THEATER                      |
| 2018年 | 4月18日 - 4月22日   | Bye-Byeレストラン（再演） ※バズサテライト‼︎                                  | Theater新宿スターフィールド          |
| 2018年 | 1月17日 − 1月23日   | 昏闇の色                                                                    | 下北沢駅前劇場・本多劇場グループ     |
| 2017年 | 8月27日             | アイバノ☆シナリオ（北海道網走公演）                                         | 網走市民会館                         |
| 2017年 | 7月19日 - 7月23日   | アイバノ☆シナリオ（再演） ※よしもとクリエイティブ・エージェンシー企画・製作 | 中野ザ・ポケット                     |
| 2017年 | 4月26日 − 4月30日   | 光と影からの恵み                                                            | 萬劇場                               |
| 2016年 | 12月8日 − 12月18日  | 裏の泪と表の雨                                                              | ウッディシアター中目黒               |
| 2016年 | 6月8日 − 6月12日    | アイバノ☆シナリオ                                                           | 中野ザ・ポケット                     |
| 2016年 | 3月9日 − 3月13日    | ユーカリ園の桜                                                              | ウッディシアター中目黒               |
| 2015年 | 11月11日 − 11月17日 | ストリッパー薫子                                                            | 下北沢 シアター711・本多劇場グループ |

## プロデュース公演・ TEAM BUZZ時代の公演記録
脚本・演出は全てコウカズヤが担当
| 年     | 月日                | タイトル                               | 場所                                 |
| ------ | ------------------- | -------------------------------------- | ------------------------------------ |
| 2012年 | 9月5日 - 9月9日     | やめらんねぇ                           | 千本桜ホール                         |
| 2013年 | 1月22日 - 1月27日   | レッド★スター                          | 下北沢Geki地下Liberty                |
| 2013年 | 3月12日 − 3月17日   | 旦那のも飲んだ、喜劇で火の中。         | 千本桜ホール                         |
| 2013年 | 7月9日 − 7月15日    | 騙 -DAMA- （TEAM BUZZ旗揚げ公演）      | 下北沢Geki地下Liberty                |
| 2013年 | 12月11日 − 12月15日 | 合言葉はロッケンロー!!                 | 下北沢Geki地下Liberty                |
| 2014年 | 4月16日 − 4月20日   | 旦那のも飲んだ、喜劇の火の中。（再演） | 新宿タイニイアリス                   |
| 2014年 | 7月16日 − 7月20日   | やめらんねぇ（再演）                   | 中野ザ・ポケット                     |
| 2014年 | 10月8日             | ばずる（コント公演）                   | 下北沢シアターミネルヴァ             |
| 2014年 | 12月17日 − 12月21日 | Bye-Byeレストラン                      | 下北沢 シアター711・本多劇場グループ |
| 2015年 | 5月13日 − 5月17日   | わしゆん！                             | 下北沢「劇」小劇場・本多劇場グループ |

## テレビ
- 痛快TV スカッとジャパン（2018年 - 、フジテレビ） - 「ショートショートスカッとのコーナー」に藤馬ゆうや・前すすむ・スチール哲平が不定期で出演中